# Dompierre-aux-Bois
Dompierre-aux-Bois település Franciaországban, Meuse megyében. Lakosainak száma 37 fő (2022. január 1.). Dompierre-aux-Bois Dommartin-la-Montagne, Hannonville-sous-les-Côtes, Lacroix-sur-Meuse, Lamorville és Seuzey községekkel határos.

## Népesség
A település népességének változása:
| Lakosok száma | 49   | 44   | 51   | 56   | 43   | 41   | 39   | 38   | 38   | 37   |
|               | 1968 | 1982 | 1990 | 2006 | 2013 | 2015 | 2017 | 2019 | 2020 | 2022 |